# Лідія Димковська
Лідія Димковська (мак. Лидија Димковска, 11 серпня 1971, Скоп'є) — македонська поетеса, письменниця і перекладачка. Значною мірою вплинула на норми літературної македонської мови рубежі XX—XXI століть.

## Біографія
Лідія Димковська народилася 11 серпня 1971 року в Скоп'є. Вивчала порівняльне літературознавство на філологічному факультеті Університету Святих Кирила і Мефодія в Скоп'є, пізніше здобула ступінь доктора філософії в галузі румунської літератури на філологічному факультеті Бухарестського університету, протягом деякого часу проходила навчання в університеті в словенському місті Нова-Гориця. Працювала куратором у відділі поезії журналу «Блесок», присвяченого культурі та мистецтву. З 1995 року — член Товариства письменників Македонії.

## Творчість
З'явилася на македонській літературній сцені ще на початку 1990-х років, прославилася насамперед своїми метафоричними та оповідно-ліричними віршами. Випустила кілька поетичних збірок: «Рожбі од витік» (1992), «Огнот на букву» (1994), «Ізгрізані нокті» (1998), «Нобел проти Нобел» (2001). Пізніше пробувала себе в прозі, писала твори з використанням постмодерністських прийомів — найвідоміші її романи «Скри камера» та «Резерв живіт». Автор антології «Дваесет Млади македонски поети» (2000), до якої увійшли твори двадцяти найкращих поетів Македонії. Остання на цей час публікація — збірник віршів «Црно на біло», що вийшов у 2016 році.

## Літературна критика
Димковська завжди мала успіх серед літературних критиків, так, вже дебютна її робота була відзначена премією Студентські збор. Її перший роман «Скри камера» здобув премію Товариства письменників Македонії імені Стале Попова. Роман переклали на кілька іноземних мов, в тому числі словенською, словацькою, польською та болгарською. Другий роман «Резерв живіт» так само відзначено цією премією, крім того, був відзначений літературним призом Європейського Союзу.
Її книга «pH Neutral History», перекладена з македонської мови Любіцею Арсовскою та Пеггі Рейд, у 2013 році номінувалася на премію за найкращу перекладену книгу мережевого літературного журналу «Three Percent», який випускає видавництво Рочестерського університету.

## Сьогодення
Нині проживає в Любляні, займається перекладами румунської та словенської літератури.